# Bourguignon-lès-la-Charité
Bourguignon-lès-la-Charité è un comune francese di 149 abitanti situato nel dipartimento dell'Alta Saona, nella regione della Borgogna-Franca Contea.

## Società

### Evoluzione demografica
Abitanti censiti